# Saxifraga gentyana
Saxifraga gentyana är en stenbräckeväxtart som beskrevs av Jean Bouchard. Saxifraga gentyana ingår i Bräckesläktet som ingår i familjen stenbräckeväxter. Inga underarter finns listade i Catalogue of Life.